# Rudolf Roy
Rudolf Jan z Dukli Roy, także Van Roy, de Formicini Van Roy (ur. 10 lipca 1887 w Dynowie, zm. 25 czerwca 1954 w Krakowie) – polski duchowny katolicki, prepozyt kolegiaty św. Anny w Krakowie, pedagog, kaznodzieja.
Był synem Alfreda Ottona (konduktora kolejowego) i Anieli Magdaleny z Dzerowiczów. W 1906 ukończył gimnazjum w Wadowicach, następnie podjął studia na Wydziale Teologicznym Uniwersytetu Jagiellońskiego. W czasie nauki przeżył nieszczęśliwy wypadek, w wyniku którego amputowano mu lewą nogę. Dzięki wpływom biskupa krakowskiego kardynała Jana Puzyny otrzymał specjalną dyspensę (od przeszkody irregularitas propter defectum corporis) od watykańskiej Kongregacji Soboru, dzięki czemu mimo kalectwa mógł zostać księdzem; święcenia kapłańskie przyjął 3 lipca 1910. Pierwsze lata jako kapłan przepracował w Wilamowicach w powiecie bialskim, gdzie był wikariuszem i zyskał opinię dobrego kaznodziei. W 1913 został przeniesiony do Krakowa. Pracował jako kapelan i katecheta w domu sióstr urszulanek oraz III Gimnazjum im. Jana Sobieskiego; w latach 1916–1921 był notariuszem w kurii biskupiej, a 1918–1920 wikariuszem parafii św. Krzyża. 15 sierpnia 1920 został mianowany penitencjarzem i administratorem kanonii tzw. Artwińskiej przy kolegiacie św. Anny; ugruntowała się tu jego sława kaznodziei. Był również wikariuszem przy kolegiacie, a w czasie choroby prepozyta Józefa Caputy (zm. w listopadzie 1926) administratorem parafii św. Anny; w 1927 nowym prepozytem został ks. Jan Masny. W okresie międzywojennym ks. Roy pracował ponadto jako katecheta w Gimnazjum Żeńskim im. Królowej Jadwigi i nauczyciel etyki zawodowej w Szkole Kupieckiej; pełnił szereg funkcji w organizacjach katolickich, był m.in. moderatorem Kongregacji Dzieci Maryi i opiekunem zgromadzenia Służebnic Najświętszego Serca Jezusowego (pelczarek).
W 1934 został mianowany postulatorem sprawy beatyfikacyjnej i kanonizacyjnej królowej Jadwigi. Wydawał druki i obrazki poświęcone przyszłej świętej oraz mówił o niej na kazaniach. W 1938 dołączył do swojego nazwiska człon "de Formicini" (po wymarciu członków dalekiej rodziny). W 1942 zmarł ks. Masny i Roy został ponownie administratorem parafii św. Anny; funkcję tę, mimo braku formalnej nominacji przez władze Uniwersytetu Jagiellońskiego (ze względu na okupację), pełnił do końca życia. Po wojnie przyjął na siebie dalsze obowiązki w organizacjach katolickich – został generalnym moderatorem Dzieła osobistego poświęcenia się Najświętszemu Sercu Jezusowemu, egzaminatorem księży ubiegających się o władzę spowiadania, generalnym dyrektorem Arcybractwa Straży Honorowej Najświętszego Serca Pana Jezusa przy kościele sióstr wizytek w Krakowie. Nosił tytuł szambelana papieskiego. Swój majątek zapisał parafii św. Anny, został pochowany na cmentarzu Rakowickim.
Ks. Bolesław Przybyszewski w artykule poświęconym ks. Royowi w Polskim Słowniku Biograficznym pisze m.in.: "był postacią w Krakowie bardzo szanowaną i lubianą o charakterystycznej sylwetce wykwintnego prałata rzymskiego, mimo kalectwa zwinnie poruszającego się z laseczką".